# Кучер Надія Анатоліївна
Наді́я Анато́ліївна Ку́чер (18 травня 1983 року, Мінськ, СРСР) — білоруська оперна співачка (сопрано).
Закінчила Санкт-Петербурзьку державну консерваторію у 2011 році.

## Визнання
Перші премії на конкурсі вокалістів в рамках міжнародного фестивалю «Магутны Божа» (Могильов, Білорусь, 2005), на Міжнародному конкурсі вокалістів Бібігуль Тулегенової (Алма-Ата, Казахстан, 2007), Міжнародному конкурсі оперних співаків «Санкт-Петербург» (2007), II Міжнародному конкурсі молодих оперних співаків пам'яті М. Д. Михайлова в Чебоксарах (2011) та ін.